# نورا كايسي
نورا كايسي (بالإنجليزية: Norah Casey)‏ هي سيدة أعمال أيرلندية، وأحد أقطاب المجلات ونجمة تليفزيونية ومذيعة من مدينة دبلن بأيرلندا.

## نشأتها
نشأت كايسي بحديقة فينيكس حيث عمِل والدها وجدها كحراس للحديقة. 
أثناء نشأتها عملت كايسي لبعض الوقت في قسم الحجر الصحي بحديقة حيوان دبلن حيث قامت بالمساعدة في تربية الغوريلات. تشير كايسي إلى أن تلك التجربة المبكرة مع الحيوانات هي أصل حبها الشديد للحيوانات، وتعمل كايسي في الوقت الحالي بشكل مباشر مع الجمعية الأيرلندية لمنع العنف ضد الحيوانات. 
انتقلت نوراه وهي في السابعة عشر من مدينة دبلن إلى مدينة جلاسجو من أجل دراسة التمريض. ولكن بعد مرور بعد الوقت قررت نوراه أنها بحاجة إلى تغيير مسار حياتها المهنية فبدأت في دراسة الصحافة والإنتاج التلفيزيوني بكليتي هارلو وإيلينغ على التوالي. وتقدمت نوراه بالعمل في العديد من النشرات المشهورة بما في ذلك ألبريد الأيرلندي وذلك قبل العودة لأيرلندا لبدء تأسيس شركتها الخاصة.  

## روابط خارجية
- نورا كايسي على موقع IMDb (الإنجليزية)
- نورا كايسي على موقع قاعدة بيانات الفيلم (الإنجليزية)